# Teoría de la propiedad-trabajo

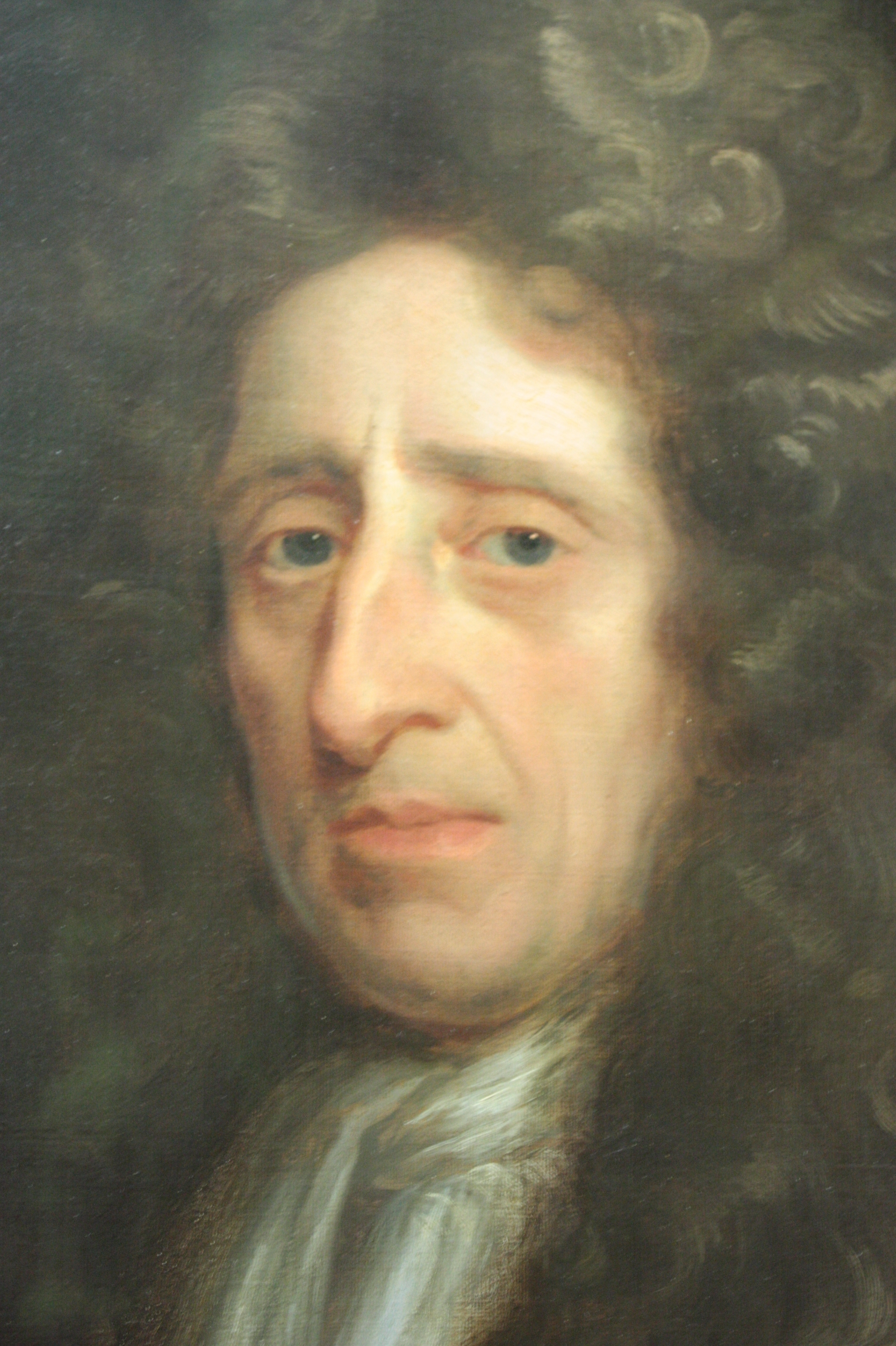
Retrato de John Locke, primer defensor de la teoría de la propiedad-trabajo

La teoría de la propiedad-trabajo o de la apropiación-trabajo es una teoría del derecho natural que sostiene que la propiedad originalmente proviene de la aplicación del trabajo sobre los recursos naturales (esto no debe confundirse con la teoría del valor-trabajo). 
En su Dos tratados sobre el gobierno civil, el filósofo John Locke pregunta con base a qué derecho un individuo puede reclamar como propia una parte del mundo, cuando, según la Biblia, Dios le dio el mundo a toda la humanidad en común. Respondió que las personas son dueñas de sí mismas y, por tanto, dueñas de su propio trabajo. Cuando una persona trabaja, ese esfuerzo entra en el objeto. Así pues, el objeto se convierte en la propiedad de la persona. 
Locke argumentó en apoyo de los derechos de propiedad individual que son "derechos naturales". Tras el argumento de los frutos del trabajo son "suyos" porque él había trabajado por ellos, además, el trabajador también debe tener un derecho de propiedad natural sobre el propio recurso, porque -como Locke cree- la propiedad exclusiva es la primera necesidad para la producción. Jean-Jacques Rousseau más adelante criticó este segundo paso en el Discurso sobre la desigualdad, donde 
efectivamente sostiene que el argumento del derecho natural no se extenderá a los recursos que uno no crea. Ambos filósofos sostienen que la relación entre trabajo y propiedad se refiere sólo a la propiedad que no tenía dueño antes de este tipo de trabajo se llevara a cabo. 
La tierra en su estado original, se consideraría por no-apropiada por nadie, pero si un individuo aplica su trabajo a la tierra mediante la agricultura, por ejemplo, se convierte en su propiedad. El mero hecho de colocar una cerca alrededor de la tierra en lugar de utilizar la tierra no se adjunta como propiedad según la mayoría de los teóricos de la ley natural. Por ejemplo, el economista Murray Rothbard afirmó: 

Si arriba Colón a un nuevo continente, ¿es legítimo proclamar a todo el nuevo continente como suyo propio, o incluso el sector «tan lejos hasta donde el ojo puede ver»? Evidentemente, 
este no sería el caso en la sociedad libre que estamos postulando. Colón o Crusoe tendrían que utilizar la tierra, "cultivarla" de alguna manera, antes de que pudiera afirmar la propiedad sobre ella... Si hay más tierras que pueden ser utilizado por una limitada oferta de trabajo, entonces la tierra no utilizada debe simplemente seguir no-apropiada hasta que llegue un primer usuario a la escena. Cualquier intento de solicitar un nuevo recurso que alguien no usa tendría que ser considerado una invasión del derecho de propiedad de cualquiera que se convierta en el primer usuario.
Hombre, economía y Estado

La teoría de la propiedad-trabajo no sólo se aplica a la tierra en sí misma, sino a la aplicación de trabajo sobre la naturaleza. Por ejemplo, el iusnaturalista Lysander Spooner dice que una manzana tomada de un árbol sin propietario se convierte en propiedad de la persona que la cosecha, ya que ha trabajado para adquirirla. Él dice "la única manera, en la que 'la riqueza de la naturaleza' se puede hacer útil a la humanidad, es por su toma de posesión individualmente, y convirtiéndola en propiedad privada."
Sin embargo, algunos, como Benjamin Tucker no han visto esta creación de la propiedad en todas las cosas. Tucker sostuvo que "en el caso de la tierra, o de cualquier otro material donde la oferta es tan limitada que no puede sostenerse en cantidades ilimitadas", estas sólo deben considerarse propiedad mientras el individuo está en el acto de utilizar o ocupar estas cosas.